# Нольде, Эмиль
Эми́ль Но́льде (нем. Emil Nolde, настоящее имя Ханс Эми́ль Ха́нсен (нем. Hans Emil Hansen); 7 августа 1867, Нольде, Пруссия, — 13 апреля 1956, Зеебюль, ФРГ) — один из ведущих немецких художников-экспрессионистов, считается одним из величайших акварелистов XX века. Нольде получил известность благодаря своим выразительным цветовым решениям.

## Биография

### Юность
Эмиль Нольде родился 7 августа 1867 года в местечке Нольде в нескольких километрах от Тённера и был в семье четвёртым из пяти детей. До 1920 года эта территория входила в состав Пруссии и тем самым в Северогерманский союз. После передачи территории Дании Нольде получил гражданство Дании, которое он сохранил до конца своей жизни. Его отец по национальности был северным фризом. Эмиль посещал немецкую школу и считал, что в нём течёт смесь шлезвигской и фризской кровей.
Юношеские годы Эмиля, младшего из четырёх сыновей в семье, прошли в бедности и были заполнены тяжёлым трудом.

### Образование
В 1884—1891 годах Эмиль Нольде обучался во Фленсбургской школе художественных ремёсел на резчика и художника. Участвовал в реставрации алтаря Брюггеманов в Шлезвигском соборе. Совершил ознакомительные поездки в Мюнхен, Карлсруэ и Берлин.

### Живопись
После 1902 года взял себе псевдоним в честь своей родной деревни Нольде. До 1903 года ещё писал лирические пейзажи. В 1906—1907 годах входил в художественную группу «Мост» и там познакомился с Эдвардом Мунком. В 1909 году стал членом Берлинского сецессиона. В это время появились его первые работы на религиозные темы: «Причастие», «Троица», «Осмеяние». В 1910—1912 годах к нему пришёл первый успех на выставках в Гамбурге, Эссене и Хагене. Нольде также писал картины о ночной жизни Берлина, где периодически проживала его жена-актриса, театральные зарисовки, натюрморты из масок, 20 работ «Осеннее море» и «Житие Христа» в девяти частях. В 1913—1914 годах Нольде совершил поездку в Южное полушарие как член Медицинско-демографической германо-новогвинейской экспедиции при имперском колониальном ведомстве. В 1916 году он переехал в Утенварф на западном побережье близ Тондера. Нольде негативно отнёсся к столкновениям и установлению германо-датской границы после Первой мировой войны, и несмотря на то что считал себя немцем, в 1920 году он принял датское гражданство.

### Зеебюль
После осушения земель Утенварфа художник переехал вместе со своей женой-датчанкой Адой Вильструп на немецкую территорию, где местность напоминала ему его родной Нольде. На высоком холме Зеебюль в Нойкирхене чета Нольде приобрела сначала старый домик, а спустя несколько лет на том же месте  Нольде построил по собственному проекту новый дом с мастерской, возвысившийся над окружающей местностью как средневековая крепость. В доме нашлось место и для мастерской, и для написанных здесь работ.
К 60-летию Нольде в 1927 году в Дрездене прошла его юбилейная выставка.

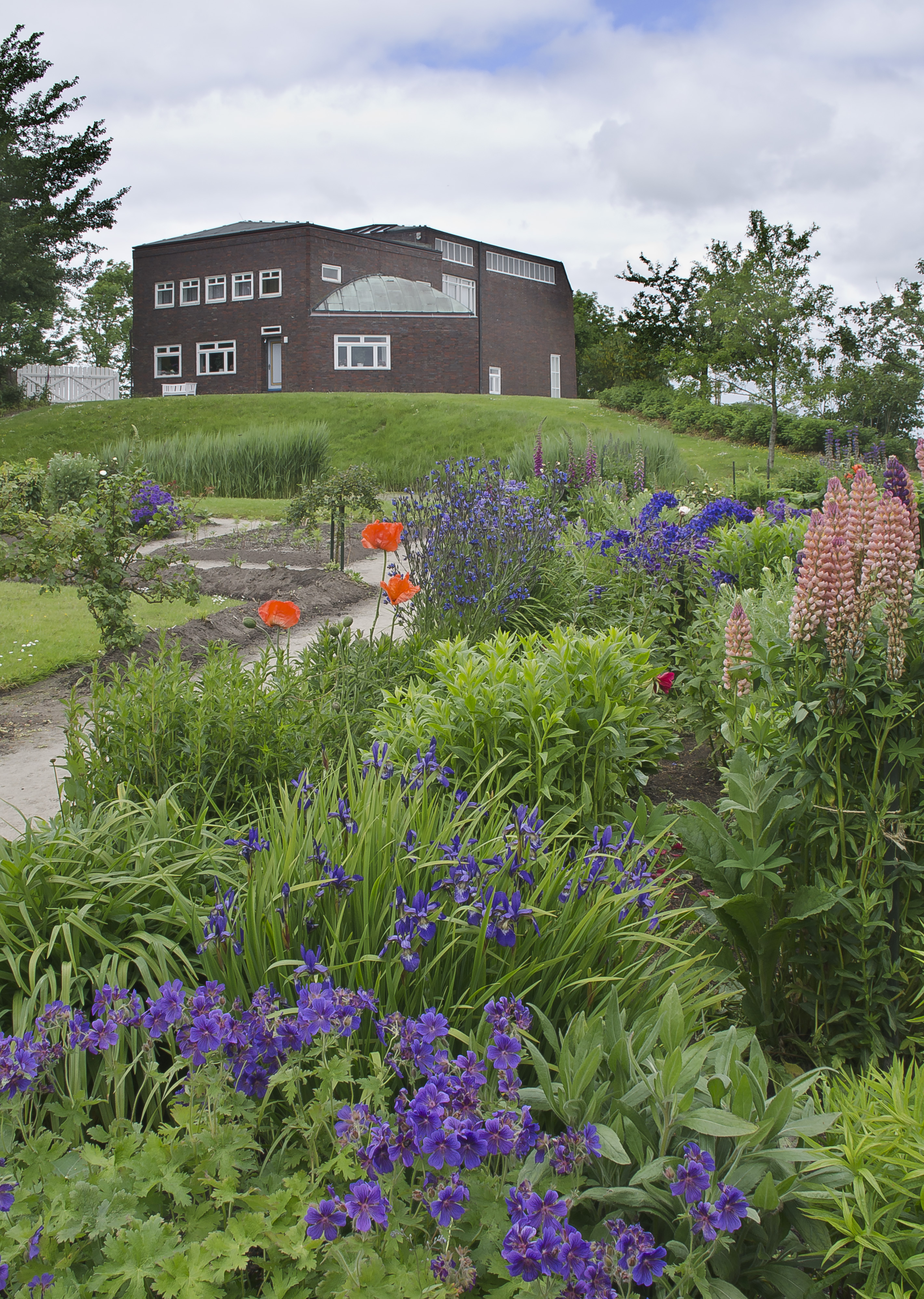
Дом Нольде в Зеебюле

### При национал-социализме
Нольде давно был убеждён в «превосходстве германского искусства». В 1934 году он вступил в Национал-социалистическую рабочую организацию Северного Шлезвига (NSAN), которая в ходе гляйхшальтунга вошла в состав датского отделения НСДАП. Однако национал-социалисты признали творчество Нольде дегенеративным: «Житие Христа» оказалось одним из центральных экспонатов известной пропагандистской выставки «Дегенеративное искусство», более тысячи работ Нольде были конфискованы, частью проданы, а частью — уничтожены. Уже после этого Нольде обратился к Йозефу Геббельсу с просьбой о пересмотре его искусства и создал множество пропагандистских графических работ антисемитского содержания. В 1941 году Нольде запретили писать, и ожесточившийся художник уединился в Зеебюле, где тайком рисовал небольшого размера акварели и закапывал их в землю, назвав впоследствии своими «ненаписанными картинами». Всего Нольде нарисовал около 1300 акварелей.

### Позднее творчество
После 1945 года Нольде ожидал почёт и многочисленные выставки. В 1946 году умерла его жена, а двумя годами позднее Нольде женился на Йоланте Эрдманн. До 1951 года Нольде написал ещё около ста картин и много акварелей. Они считаются венцом и итогом его творчества. Эмиль Нольде принял участие в documenta 1 1955 года, его работы были представлены уже после его смерти на documenta II в 1959 году и на documenta III 1964 года в Касселе. Эмиль Нольде был похоронен в Зеебюле рядом со своей женой.
Творческое наследие Нольде легло в основу созданного в 1957 году Фонда Ады и Эмиля Нольде в Зеебюле, открывшего в доме художника его музей. Фонд организует в нём ежегодные сменные выставки произведений художника. Ежегодно музей Нольде посещает около 100 тысяч человек. К 50-летию со дня смерти в 2006 году прошла выставка поздних работ Нольде.
Жизнь Эмиля Нольде, лишённого права на творчество, описана в романе «Урок немецкого» Зигфрида Ленца.